# Birgit Õigemeel (album)
Birgit Õigemeel je název debutového alba estonské zpěvačky Birgit Õigemeel, která se také stala prvním vítězem soutěže Estonský idol (Eesti otsib superstaari). Album bylo vydáno 25. ledna 2008 nahrávací společností MTM Publishing.

## Seznam písní
| Pořadí         | Název                      | Délka |
| -------------- | -------------------------- | ----- |
| 1.             | Homme                      | 4:07  |
| 2.             | Peidame jäljed             | 4:09  |
| 3.             | Kas tead, mida tähendab... | 4:21  |
| 4.             | Ise                        | 3:45  |
| 5.             | Kaugele maale              | 4:56  |
| 6.             | Tiivad                     | 3:45  |
| 7.             | Kui mind kutsud Sa         | 3:44  |
| 8.             | Välja mu peast             | 3:16  |
| 9.             | 365 Days                   | 3:00  |
| 10.            | Flower Child               | 3:25  |
| 11.            | See päev on teel           | 4:12  |
| Celková délka: | Celková délka:             | 50:37 |